# أوتو شتومبف
أوتو شتومبف هو راكب الكنو وسياسي ألماني، ولد في 30 مارس 1940 في تسيله في ألمانيا، وتوفي في 17 أبريل 2017. نشط حزبياً في الاتحاد الديمقراطي المسيحي. وقد انتخب عضو مجلس الشورى الموحد من ولاية سكسونيا السفلى ‏.